# Radio Tonkuhle

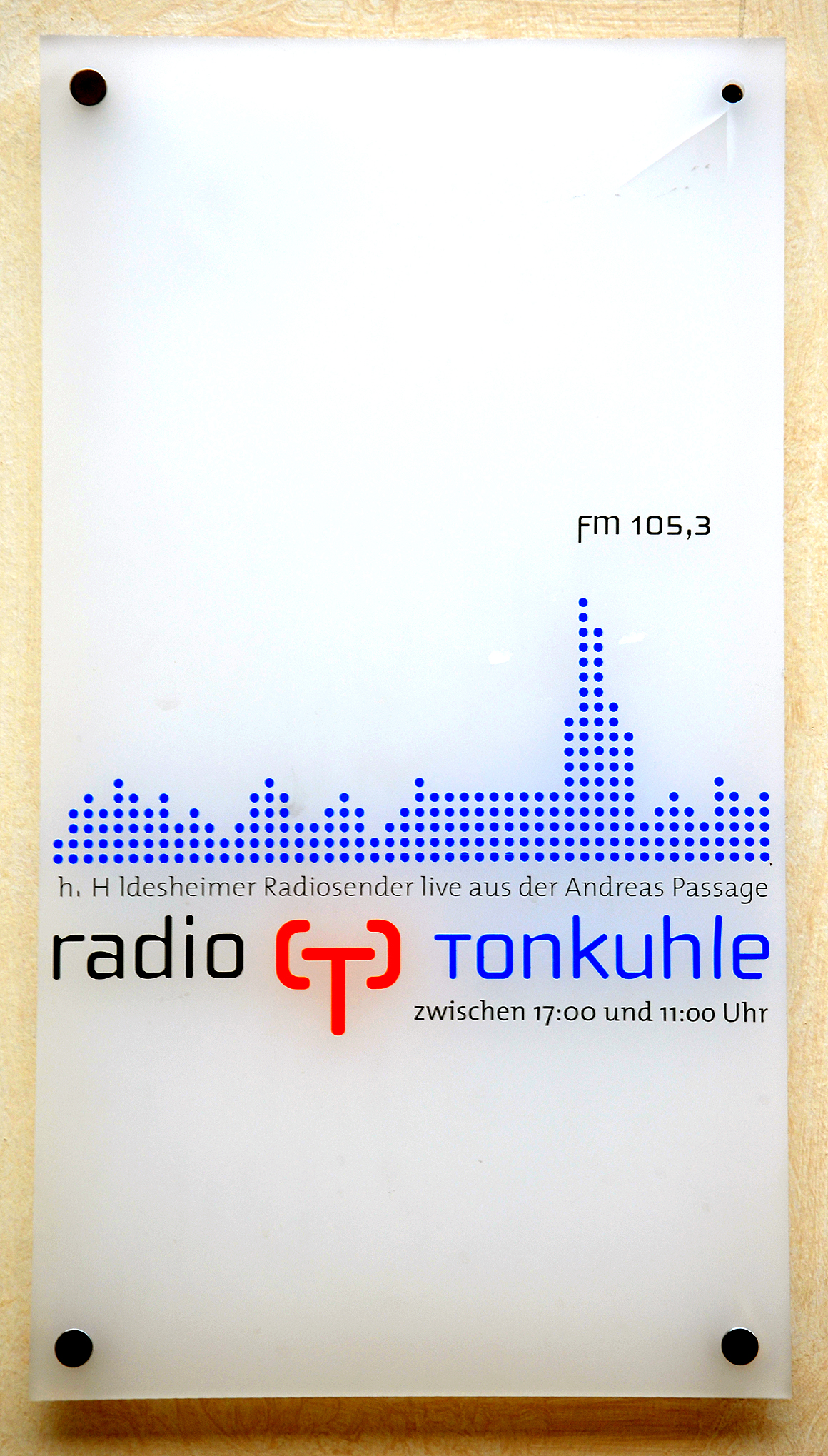
Tafel mit dem Logo und anderen Hinweisen von Radio Tonkuhle in der Andreaspassage in Hildesheim

Radio Tonkuhle ist ein nichtkommerzieller, zugangsoffener, lokaler Bürgerrundfunk, der auf 105,3 MHz vom Steinberg in Hildesheim sendet und auf 97,85 MHz ins Kabelnetz eingespeist wird. Er wird hauptsächlich von der Niedersächsischen Landesmedienanstalt (NLM) finanziert. Laut einer Reichweitenuntersuchung durch TNS Emnid im Auftrag der Landesmedienanstalt 2006 ist Tonkuhle einer der erfolgreichsten niedersächsischen Bürgersender mit einem weitesten Hörerkreis von 27,4 Prozent und einem Bekanntheitsgrad von 93,9 Prozent im Sendegebiet.

## Programm
Die Magazinsendungen berichten über regionale Ereignisse mit Nachrichten, Berichten und Interviews. Lokalinformationen zu Politik, Sport, Schülern und Studenten, über Kirche, Kinderschutzbund, Deutsches Rotes Kreuz und auch Kochrezepte haben eigene Sendeplätze. Eine Reihe von Musiksendungen widmen sich Stilrichtungen jenseits der Charts.
Das Morgenmagazin bei Radio Tonkuhle wird von fest angestellten Personen organisiert.
Viele im sonstigen Radio unterrepräsentierte Gruppen und auch Musikrichtungen haben ihren eigenen Sendeplatz, zum Beispiel läuft bei Radio Tonkuhle die einzige deutsche Radiosendung für Sinti namens Latscho Dibes.
Täglich gibt es etwa zwölf Stunden moderiertes Programm, in der übrigen Zeit läuft nur Musik. Die Musik im automatisierten Programm ist sehr vielfältig, wird aber tendenziell im Lauf des Tages schneller und „härter“.
Werktags gibt es ab 19:30 Uhr ein nach Sparten formatiertes Musikprogramm:
- Montag: Alternative Rock bis Metal
- Dienstag: Weltmusik bis Global Beats
- Mittwoch: Indie bis Elektro
- Donnerstag: Reggae bis Drum and Bass und Schülerradio
- Freitag: Ambient bis Techno

## Sendegebiet
Radio Tonkuhle wird von zwei Sendeantennen auf dem Funkmast auf dem Steinberg in Hildesheim auf der Frequenz 105,3 MHz ausgestrahlt und kann darüber in der Stadt Hildesheim und bis Sarstedt, Lehrte, Peine, Holle und Bad Salzdetfurth gut, mit hoher oder guter Empfangsantenne auch bis Hannover, Wendeburg, Salzgitter und Bockenem empfangen werden. Im Kabelnetz ist es in Hildesheim, Elze, Alfeld und Bockenem auf 97,85 MHz empfangbar. Auf der Homepage des Senders kann das Programm als Livestream empfangen werden.

## Geschichte
In den 90er Jahren blieb Hildesheim zunächst unberücksichtigt, als das Landesrundfunkgesetz in Modellversuchen Lokalradios vorsah. An der Universität Hildesheim entstand im Jahr 1999 der Wunsch nach einem Universitätsradio, im Rahmen des Studiengangs Kulturpädagogik wurde eine einstündige Magazinsendung als CD produziert.
Im Rahmen der Weltausstellung Expo 2000 sendete 2000 ein Veranstaltungsradio im YouthCamp 2000 am Hildesheimer Hohnsensee sechs Wochen lang. Es wurde nach dem nahe der Universität gelegenen Badesee, einer ehemaligen Tongrube, Radio Tonkuhle benannt. Danach gab es ein Universitätsradio mit mehreren Stunden Live-Programm pro Woche, das nur im Internet zu hören war. Zu hören war unter anderem auch die Sendung Druckausgleich, die als älteste noch existierende Sendung auf Radio Tonkuhle gilt.
Mit dem Verein Radio Tonkuhle – Trägerverein nichtkommerzielles Lokalradio in Hildesheim e. V. erhielt das Radio im November 2003 die 15. Bürgerfunklizenz des Landes Niedersachsen und ging am 15. August 2004 auf Sendung.
Im März 2023 zog der Sender nach über 18 Jahren in der Andreas-Passage an einen anderen Standort um: das so genannte „PULS“-Gebäude am Angoulêmeplatz, nahe dem Bahnhof.